# 馬特耶夫灣

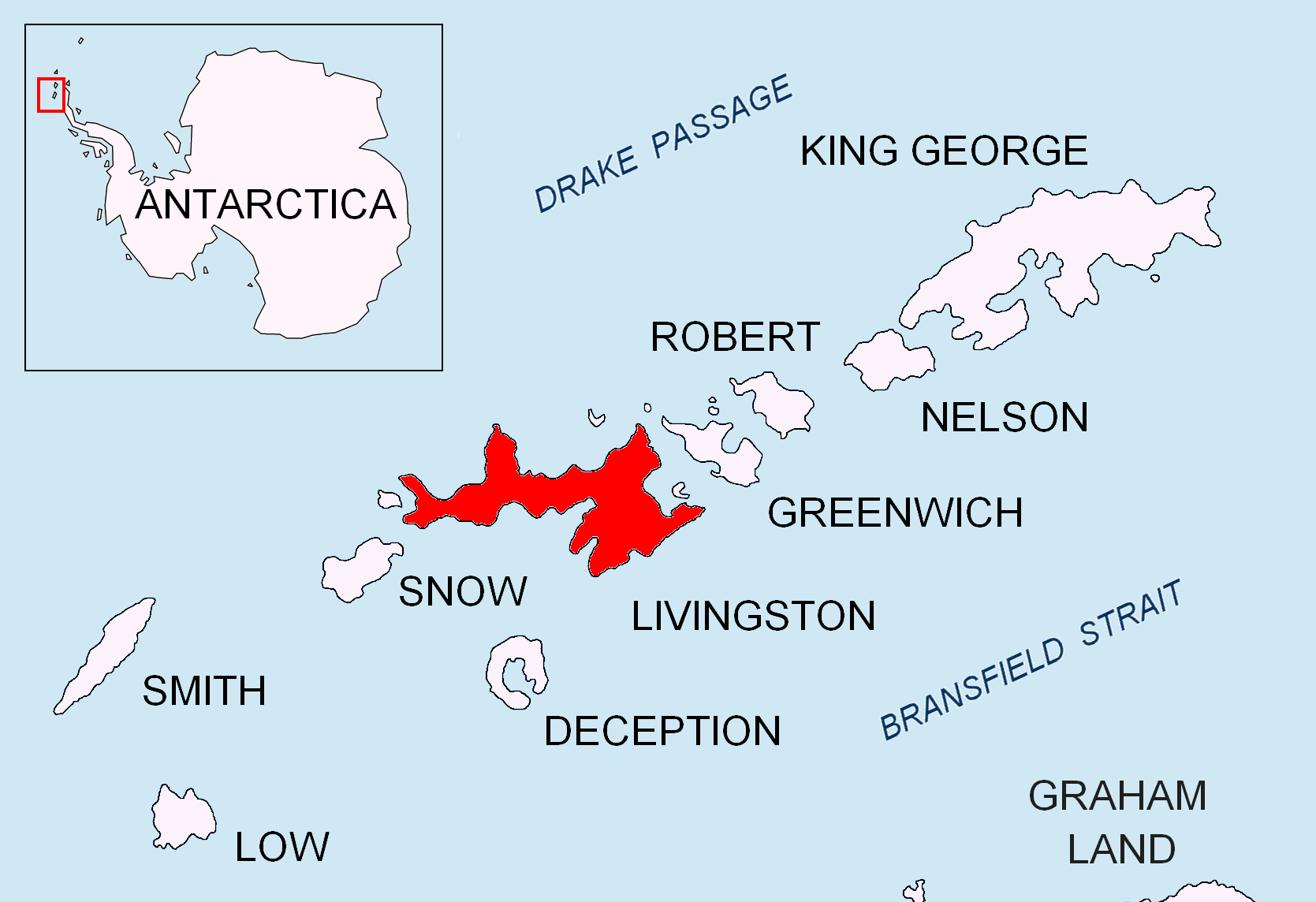

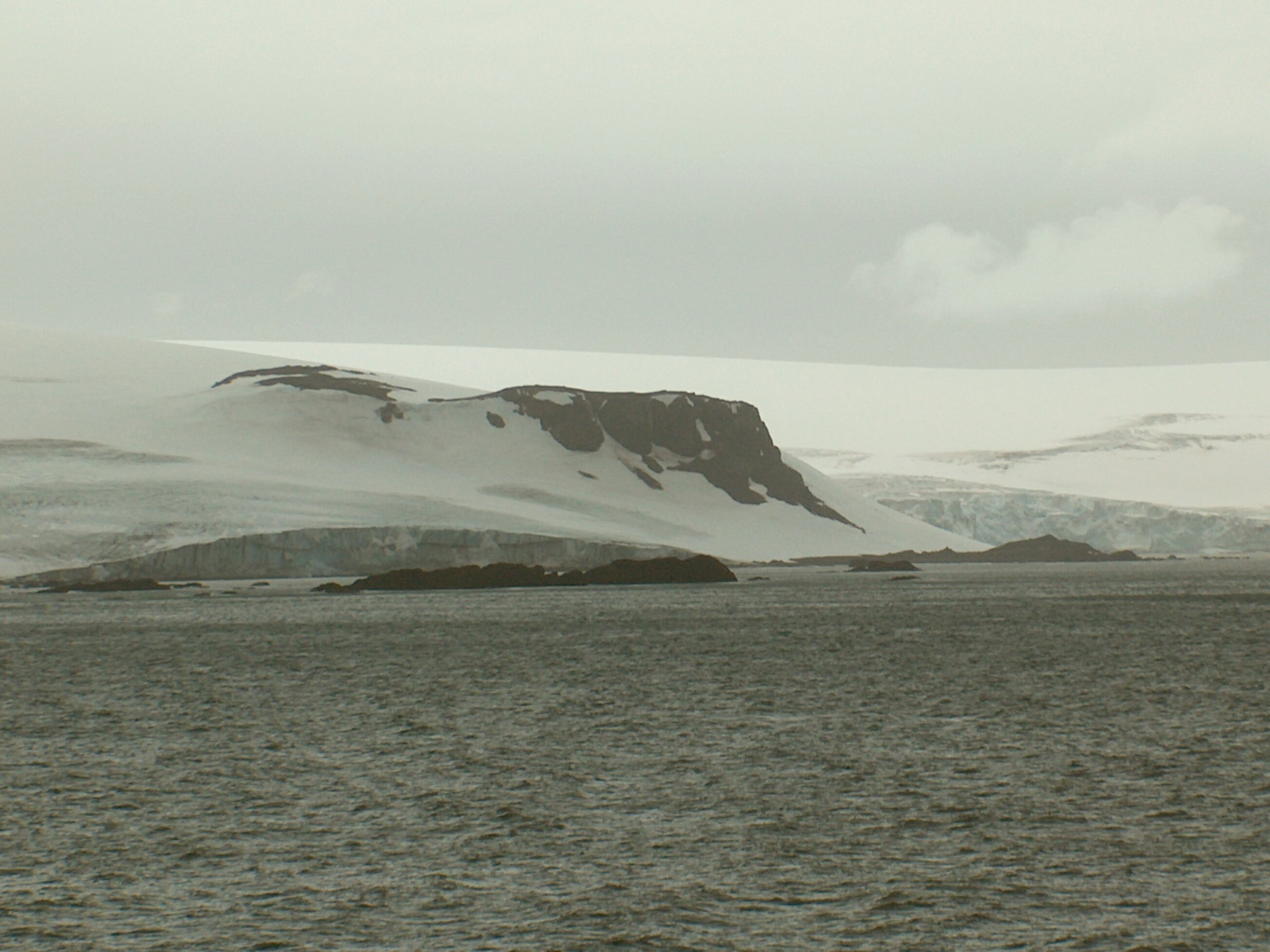

馬特耶夫灣（Mateev Cove），是南極洲的海灣，位於南設得蘭群島的利文斯頓島南岸，屬於南灣的一部分，長0.29公里、寬0.7公里，入口處在亞森角以東，現時由南極條約體系管理。
62°39′06″S 60°35′32″W / 62.65167°S 60.59222°W